# Point chaud d'Hawaï
Le point chaud d'Hawaï est un point chaud volcanique responsable de la création de l'archipel d'Hawaï dans le centre de l'océan Pacifique. C'est l'un des points chauds les plus connus et les plus étudiés sur Terre. Bien que la majeure partie de l'activité volcanique ait lieu le long des frontières des plaques tectoniques, alimentée par leurs mouvements, des points chauds peuvent se produire loin de ces limites géologiques, de sorte qu'un autre type de modèle est nécessaire pour expliquer ce type de volcan activité sur la lithosphère.

## Description
L'expansion des fonds océaniques pousse les volcans d'Hawaï d'environ 10 centimètres par année en direction du nord-ouest. Il y a 30 millions d'années l'atoll de Kure et les îles Midway étaient situés où est l'actuel île d'Hawaï. Le plus vieux volcan existant dans la chaîne, le mont sous-marin Meiji, commença à se former il y a 86 millions d'années, cependant, le point chaud pourrait être plus âgé, car la subduction des plaques tectoniques pacifique et eurasienne aurait pu détruire des volcans plus anciens.
Le point chaud d'Hawaï a créé au moins 129 volcans, disposés dans une ligne avec un coude connu sous le nom de chaîne sous-marine Hawaï-Empereur. Plus de 123 volcans sont éteints, des monts sous-marin, des atolls, quatre sont actifs, et deux sont en sommeil. L'âge des volcans hawaïens varie de 300 000 à 86 millions d'années, respectivement du sud-est au nord-ouest. La plupart sont fortement érodés. Cette chaîne comprend la dorsale hawaïenne, composée des îles de la chaîne hawaïenne au nord-ouest de l'atoll de Kure, la chaîne sous-marine Hawaï-Empereur, une région linéaire d'îles, des monts sous-marins, des atolls, des bas-fonds, des bancs de sable et des récifs le long d'une ligne orientée du sud-est vers le nord-ouest au-dessous du nord de l'océan Pacifique. La chaîne s'étend sur 5 800 km de la fosse des Aléoutiennes, dans l'extrême nord-ouest du Pacifique au volcan sous-marin de Kamaʻehuakanaloa, le plus jeune volcan de la chaîne, situé à environ 35 kilomètres au sud de l'île de Hawaï.
Une courbe correspondant à des roches datant d'entre 41 et 43 millions d'années divise les sections Hawaï et Empereur. Celle-ci peut être liée à un changement relativement brusque dans la direction du mouvement des plaques, mais de récentes études créditent ce fait au point chaud lui-même.
Les anciens pêcheurs hawaïens ont été les premiers à remarquer l'augmentation de l'âge des îles, en fonction des écarts de l'érosion. James Dwight Dana a dirigé la première étude géologique formelle de 1880 à 1881, et à d'abord confirmé la relation entre l'âge et le lieu, là aussi sur la base sur l'érosion. En 1912, le géologue Thomas Jaggar fonda l'observatoire volcanologique d'Hawaï, qui depuis surveille l'activité volcanique de la zone en continu.
En 1946, un modèle pour spécifier l'évolution des volcans d'Hawaï fut créé. John Tuzo Wilson a proposé la théorie du point chaud en 1963, en utilisant les données sur l'archipel d'Hawaï.
Dans les années 1970, un effort permanent a permis la cartographie du fond marin d'Hawaï, permettant d'obtenir plus d'informations sur la géologie complexe de la région.

point chaud de l'archipel
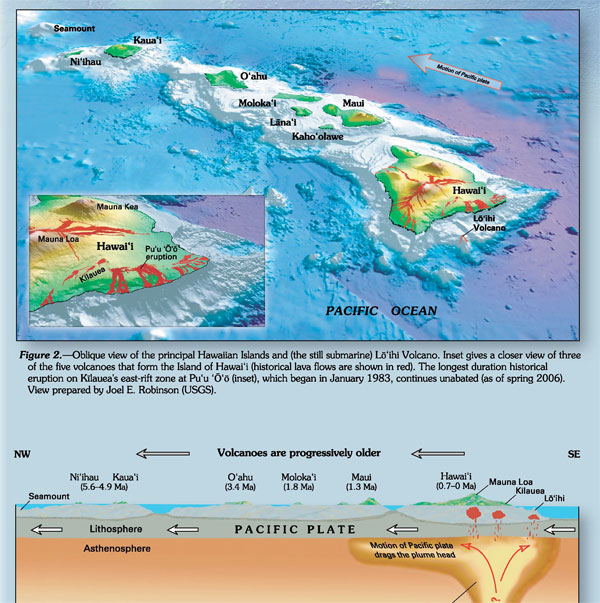
Diagramme de la configuration géologique de l'archipel d'Hawaï avec le point chaud d'Hawaï sous l'île d'Hawaï.
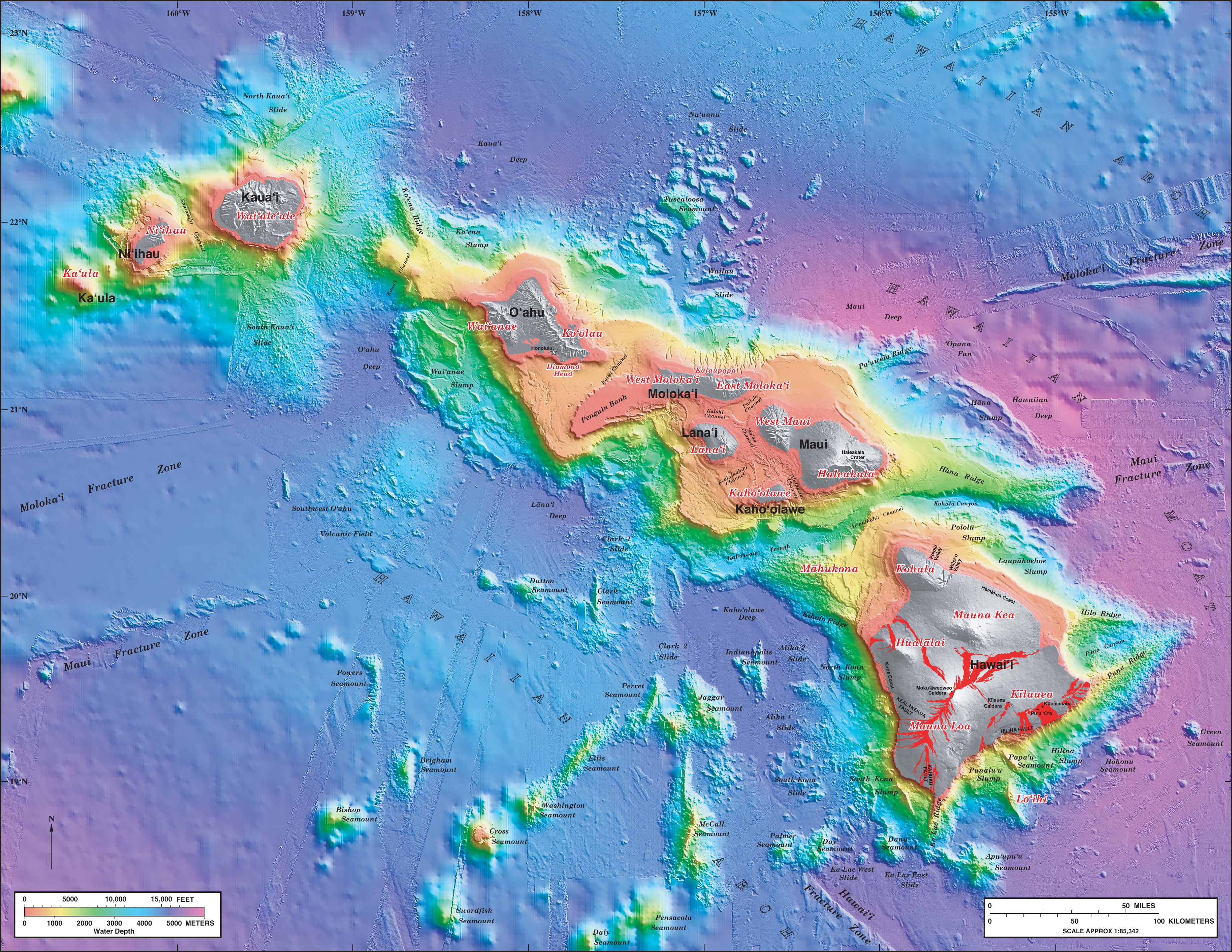
Carte bathymétrique et topographique de l'archipel d'Hawaï né du point chaud d'Hawaï.
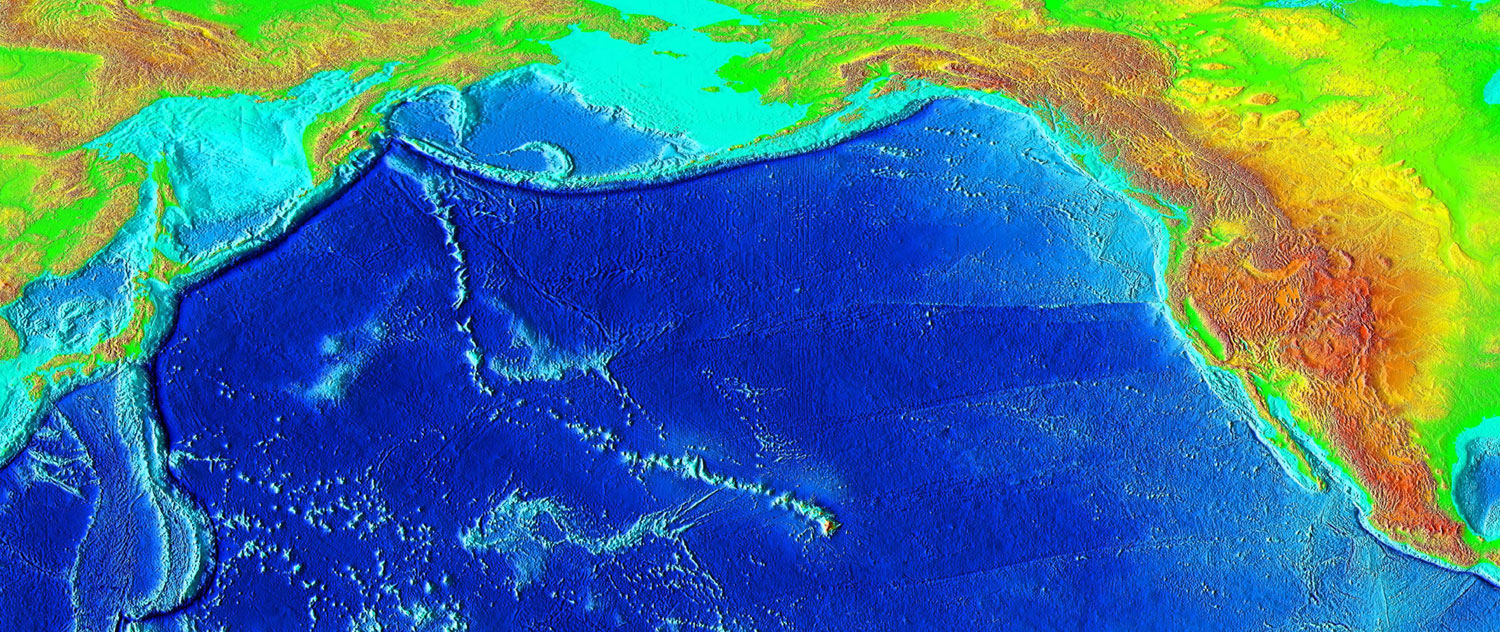
Carte bathymétrique du Nord de l'océan Pacifique avec la chaîne sous-marine Hawaï-Empereur (centre bas) née du point chaud d'Hawaï.